# Valencia Open 500 2010 - Qualificazioni singolare
Le qualificazioni del singolare  del Valencia Open 500 2010 sono state un torneo di tennis preliminare per accedere alla fase finale della manifestazione. I vincitori dell'ultimo turno sono entrati di diritto nel tabellone principale. In caso di ritiro di uno o più giocatori aventi diritto a questi sono subentrati i lucky loser, ossia i giocatori che hanno perso nell'ultimo turno ma che avevano una classifica più alta rispetto agli altri partecipanti che avevano comunque perso nel turno finale.
Le qualificazioni del Valencia Open 500  2010 prevedevano 16 partecipanti di cui 4 sono entrati nel tabellone principale.

## Teste di serie
1. Marcel Granollers (ultimo turno)
2. Pablo Cuevas (Qualificato)
3. Alejandro Falla (primo turno)
4. Michael Russell (Qualificato)

1. Miša Zverev (ultimo turno)
2. Iván Navarro (primo turno)
3. Tejmuraz Gabašvili (Qualificato)
4. Albert Ramos Viñolas (ultimo turno)

## Qualificati
1. Tejmuraz Gabašvili
2. Pablo Cuevas

1. Benoît Paire
2. Michael Russell

## Tabellone

### Legenda
| - Q = Qualificato - WC = Wild card - LL = Lucky loser | - ALT = Alternate - SE = Special Exempt - PR = Protected Ranking | - w/o = Walkover - r = Ritirato - d = Squalificato |

### Sezione 1
|  | Primo turno | Primo turno        | Primo turno        | Primo turno | Primo turno |  |  | Ultimo turno | Ultimo turno       | Ultimo turno | Ultimo turno | Ultimo turno |  |
|  |             |                    |                    |             |             |  |  |              |                    |              |              |              |  |
|  | 1           | Marcel Granollers  | Marcel Granollers  | 6           | 6           |  |  |              |                    |              |              |              |  |
|  |             | David Marrero      | David Marrero      | 2           | 2           |  |  | 1            | Marcel Granollers  | 6            | 6            | 5            |  |
|  | 7           | Tejmuraz Gabašvili | Tejmuraz Gabašvili | 6           | 6           |  |  | 7            | Tejmuraz Gabašvili | 4            | 7            | 7            |  |
|  |             | Mohamed Safwat     | Mohamed Safwat     | 1           | 1           |  |  |              |                    |              |              |              |  |

### Sezione 2
|  | Primo turno | Primo turno          | Primo turno          | Primo turno | Primo turno |  |  | Ultimo turno | Ultimo turno         | Ultimo turno         | Ultimo turno | Ultimo turno |  |
|  |             |                      |                      |             |             |  |  |              |                      |                      |              |              |  |
|  | 2           | Pablo Cuevas         | 1                    | 6           | 7           |  |  |              |                      |                      |              |              |  |
|  |             | Milos Raonic         | 6                    | 4           | 5           |  |  | 2            | Pablo Cuevas         | Pablo Cuevas         | 7            | 6            |  |
|  | 8           | Albert Ramos Viñolas | Albert Ramos Viñolas | 6           | 6           |  |  | 8            | Albert Ramos Viñolas | Albert Ramos Viñolas | 5            | 3            |  |
|  |             | Jaroslav Pospíšil    | Jaroslav Pospíšil    | 4           | 4           |  |  |              |                      |                      |              |              |  |

### Sezione 3
|  | Primo turno | Primo turno     | Primo turno     | Primo turno | Primo turno |  |  | Ultimo turno | Ultimo turno | Ultimo turno | Ultimo turno | Ultimo turno |  |
|  |             |                 |                 |             |             |  |  |              |              |              |              |              |  |
|  |             | Benoît Paire    | Benoît Paire    | 6           | 6           |  |  |              |              |              |              |              |  |
|  | 3           | Alejandro Falla | Alejandro Falla | 2           | 4           |  |  | Benoît Paire | Benoît Paire | 2            | 6            | 6            |  |
|  |             | Iván Navarro    | 3               | 6           | 7           |  |  | Iván Navarro | Iván Navarro | 6            | 2            | 2            |  |
|  | 6           | Frederico Gil   | 6               | 4           | 64          |  |  |              |              |              |              |              |  |

### Sezione 4
|  | Primo turno | Primo turno     | Primo turno | Primo turno | Primo turno |  |  | Ultimo turno | Ultimo turno    | Ultimo turno | Ultimo turno | Ultimo turno |  |
|  |             |                 |             |             |             |  |  |              |                 |              |              |              |  |
|  | 4           | Michael Russell | 7           | 2           | 6           |  |  |              |                 |              |              |              |  |
|  |             | Conor Niland    | 65          | 6           | 2           |  |  | 4            | Michael Russell | 7            | 3            | 7            |  |
|  | 5           | Miša Zverev     | 4           | 6           | 6           |  |  | 5            | Miša Zverev     | 5            | 6            | 5            |  |
|  |             | Marc Giner      | 6           | 1           | 0           |  |  |              |                 |              |              |              |  |